# Nights on Broadway
"Nights on Broadway" is een nummer van de Britse groep Bee Gees. Het nummer verscheen op hun album Main Course uit 1975. In september van dat jaar werd het nummer uitgebracht als de tweede single van het album.

## Achtergrond
"Nights on Broadway" is geschreven door groepsleden Barry, Robin en Maurice Gibb en geproduceerd door Arif Mardin. Het nummer werd opgenomen op 20 en 30 januari 1975 tijdens de eerste opnamesessies voor het album: nummer 1-hit "Jive Talkin'" en de andere nummers "Songbird", "Fanny (Be Tender with My Love)", "All This Making Love" en "Edge of the Universe" werden ook op deze dagen opgenomen. In een interview vertelde Barry over het nummer: "Het kwam tot mij in een droom, er was een vraag van Arif Mardin, die als een oom voor ons was, hij was een geweldige producer voor het nummer "Nights on Broadway" van het album Main Course, wat nog voor het 'Fever'-syndroom kwam. En hij zei, 'Kan een van jullie schreeuwen, schreeuwen in falsetto'. Dus, weet je wel, geef ons een ad lib of een schreeuw aan het einde. Dus vanuit schreeuwen veranderde het in dingen zoals overal de schuld aan geven".
Producer Mardin vroeg of een van de leden van de Bee Gees kon schreeuwen tijdens het refrein van "Nights on Broadway" om het nummer levendiger te maken. Barry begon als reactie hoger en hoger te zingen, en zong uiteindelijk in een onverwacht krachtige falsetto. Tot dan toe wist hij niet dat hij dat kon en de falsetto van Barry werd een handelsmerk van de groep, alhoewel Maurice al jaren harmonieën zong in falsetto. In een interview herinnerde Barry zich: "Arif vroeg aan mij, 'Kun je schreeuwen?' Ik zei, 'Onder bepaalde omstandigheden'. Hij vroeg, 'Kun je zuiver schreeuwen?' Ik zei, 'Nou ja, ik zal het proberen'."
"Nights on Broadway" werd ingekort voor de radio: de langzame sectie van het nummer is weggeknipt en op 2:52 minuten is een fade-out te horen. De single bereikte de zevende plaats in de Amerikaanse Billboard Hot 100, waarmee de groep voor het eerst sinds 1968 twee opeenvolgende top 10-hits scoorde in deze lijst. Ook in andere landen werd het een hit: in Nederland werd de achtste plaats bereikt in zowel de Top 40 als de Nationale Hitparade, terwijl de single in Vlaanderen tot de vijftiende plaats in de BRT Top 30 kwam.

## Hitnoteringen

### Nederlandse Top 40
| Hitnotering: 22-11-1975 t/m 24-01-1976 | Hitnotering: 22-11-1975 t/m 24-01-1976 | Hitnotering: 22-11-1975 t/m 24-01-1976 | Hitnotering: 22-11-1975 t/m 24-01-1976 | Hitnotering: 22-11-1975 t/m 24-01-1976 | Hitnotering: 22-11-1975 t/m 24-01-1976 | Hitnotering: 22-11-1975 t/m 24-01-1976 | Hitnotering: 22-11-1975 t/m 24-01-1976 | Hitnotering: 22-11-1975 t/m 24-01-1976 | Hitnotering: 22-11-1975 t/m 24-01-1976 | Hitnotering: 22-11-1975 t/m 24-01-1976 | Hitnotering: 22-11-1975 t/m 24-01-1976 |
| Week                                   | 1                                      | 2                                      | 3                                      | 4                                      | 5                                      | 6                                      | 7                                      | 8                                      | 9                                      | 10                                     |                                        |
| -------------------------------------- | -------------------------------------- | -------------------------------------- | -------------------------------------- | -------------------------------------- | -------------------------------------- | -------------------------------------- | -------------------------------------- | -------------------------------------- | -------------------------------------- | -------------------------------------- | -------------------------------------- |
| Positie                                | 35                                     | 16                                     | 11                                     | 10                                     | 8                                      | 9                                      | 15                                     | 18                                     | 30                                     | 40                                     | uit                                    |

### Nationale Hitparade
| Hitnotering: 15-11-1975 t/m 10-01-1976 | Hitnotering: 15-11-1975 t/m 10-01-1976 | Hitnotering: 15-11-1975 t/m 10-01-1976 | Hitnotering: 15-11-1975 t/m 10-01-1976 | Hitnotering: 15-11-1975 t/m 10-01-1976 | Hitnotering: 15-11-1975 t/m 10-01-1976 | Hitnotering: 15-11-1975 t/m 10-01-1976 | Hitnotering: 15-11-1975 t/m 10-01-1976 | Hitnotering: 15-11-1975 t/m 10-01-1976 | Hitnotering: 15-11-1975 t/m 10-01-1976 |
| Week                                   | 1                                      | 2                                      | 3                                      | 4                                      | 5                                      | 6                                      | 7                                      | 8                                      |                                        |
| -------------------------------------- | -------------------------------------- | -------------------------------------- | -------------------------------------- | -------------------------------------- | -------------------------------------- | -------------------------------------- | -------------------------------------- | -------------------------------------- | -------------------------------------- |
| Positie                                | 28                                     | 17                                     | 13                                     | 8                                      | 10                                     | 10                                     | 11                                     | 24                                     | uit                                    |

### NPO Radio 2 Top 2000
| Nummer met noteringen in de NPO Radio 2 Top 2000 | '00 | '01 | '02 | '03 | '04 | '05 | '06 | '07  | '08 | '09  | '10  | '11  | '12  | '13  | '14  | '15  | '16  | '17  | '18  | '19  | '20  | '21  | '22  | '23  | '24  |
| ------------------------------------------------ | --- | --- | --- | --- | --- | --- | --- | ---- | --- | ---- | ---- | ---- | ---- | ---- | ---- | ---- | ---- | ---- | ---- | ---- | ---- | ---- | ---- | ---- | ---- |
| Nights on Broadway                               | 705 | 511 | 606 | 616 | 803 | 775 | 920 | 1026 | 807 | 1114 | 1134 | 1296 | 1099 | 1270 | 1355 | 1284 | 1146 | 1154 | 1544 | 1498 | 1623 | 1602 | 1435 | 1467 | 1170 |

1. ↑  Een vetgedrukt getal geeft de hoogste notering aan.
2. ↑  2000 was het eerste jaar met een notering voor dit nummer.